# Детелина (Варненская область)
Детелина (болг. Детелина) — село в Болгарии. Находится в Варненской области, входит в общину Долни-Чифлик. Население составляет 666 человек.

## Политическая ситуация
В местном кметстве Детелина, в состав которого входит Детелина, должность кмета (старосты) исполняет Недю Димитров Недев (Движение за права и свободы (ДПС)) по результатам выборов.
Кмет (мэр) общины Долни-Чифлик — Борислав Николаев Натов (независимый) по результатам выборов.